# 소문 (음식)
소문(보스니아어: somun)은 보스니아 헤르체고비나의 납작빵이다. 지역에 따라서 소문을 발칸 지역에서 납작빵을 일컫는 이름인 "레피냐"로 부르기도 한다. 다른 지역에서는 소문과 레피냐는 다른 빵이다. 그리스의 피타, 레바논의 쿠브즈, 이집트의 에이시, 튀르키예의 피데 등과도 비슷하다. 주로 가운데를 벌려 체바피나 수주크, 플레스카비차, 파체 등을 끼워 먹는다.

## 사진

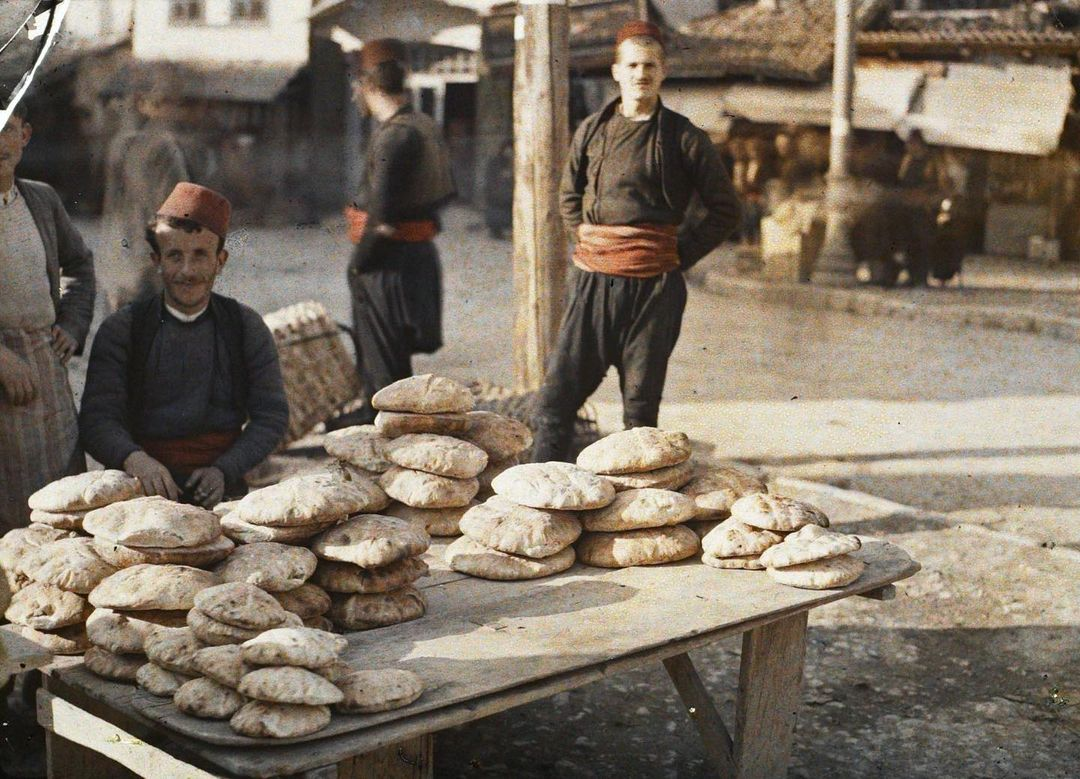
사라예보의 소문 상인
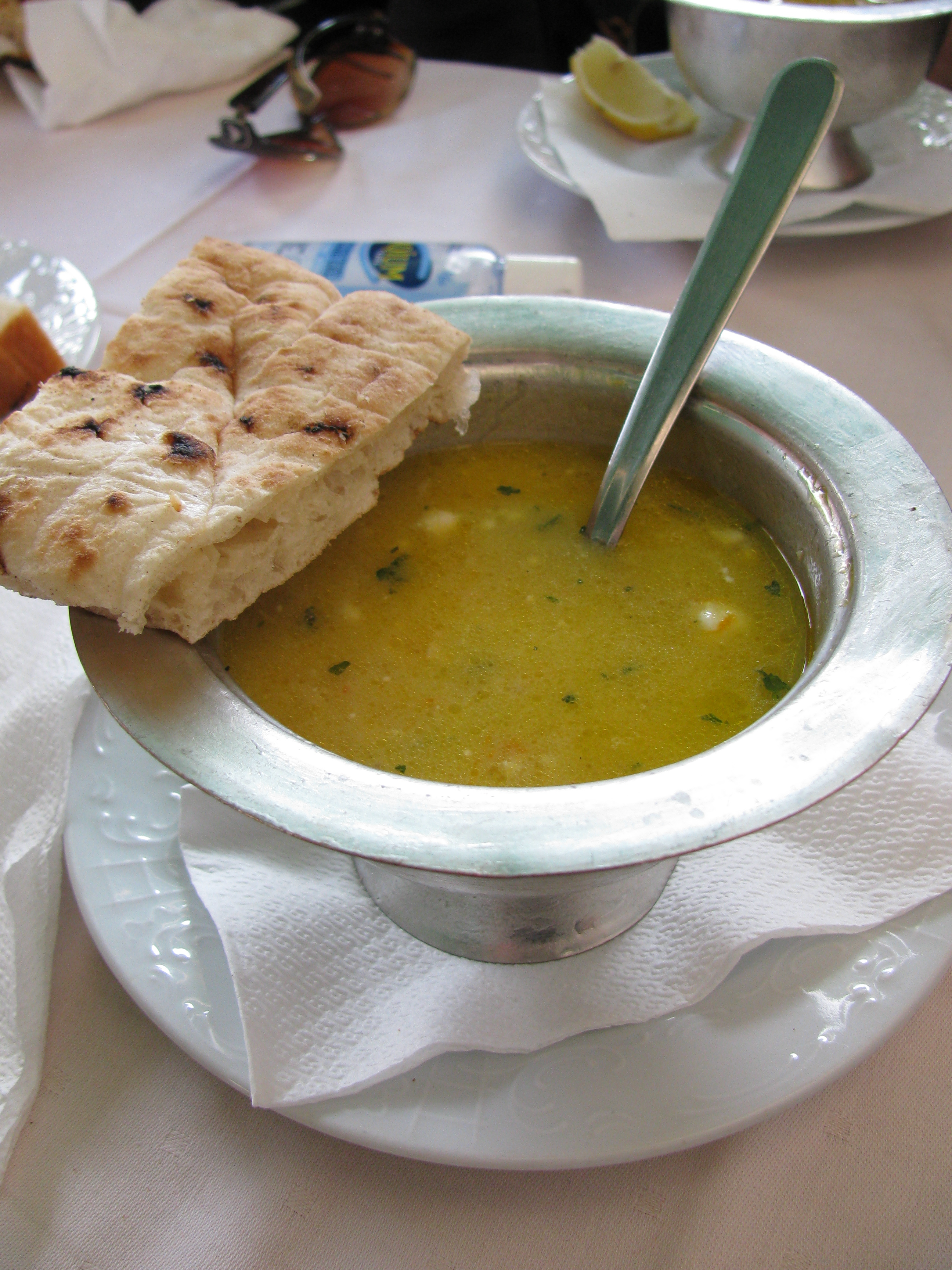
베고바 초르바와 소문
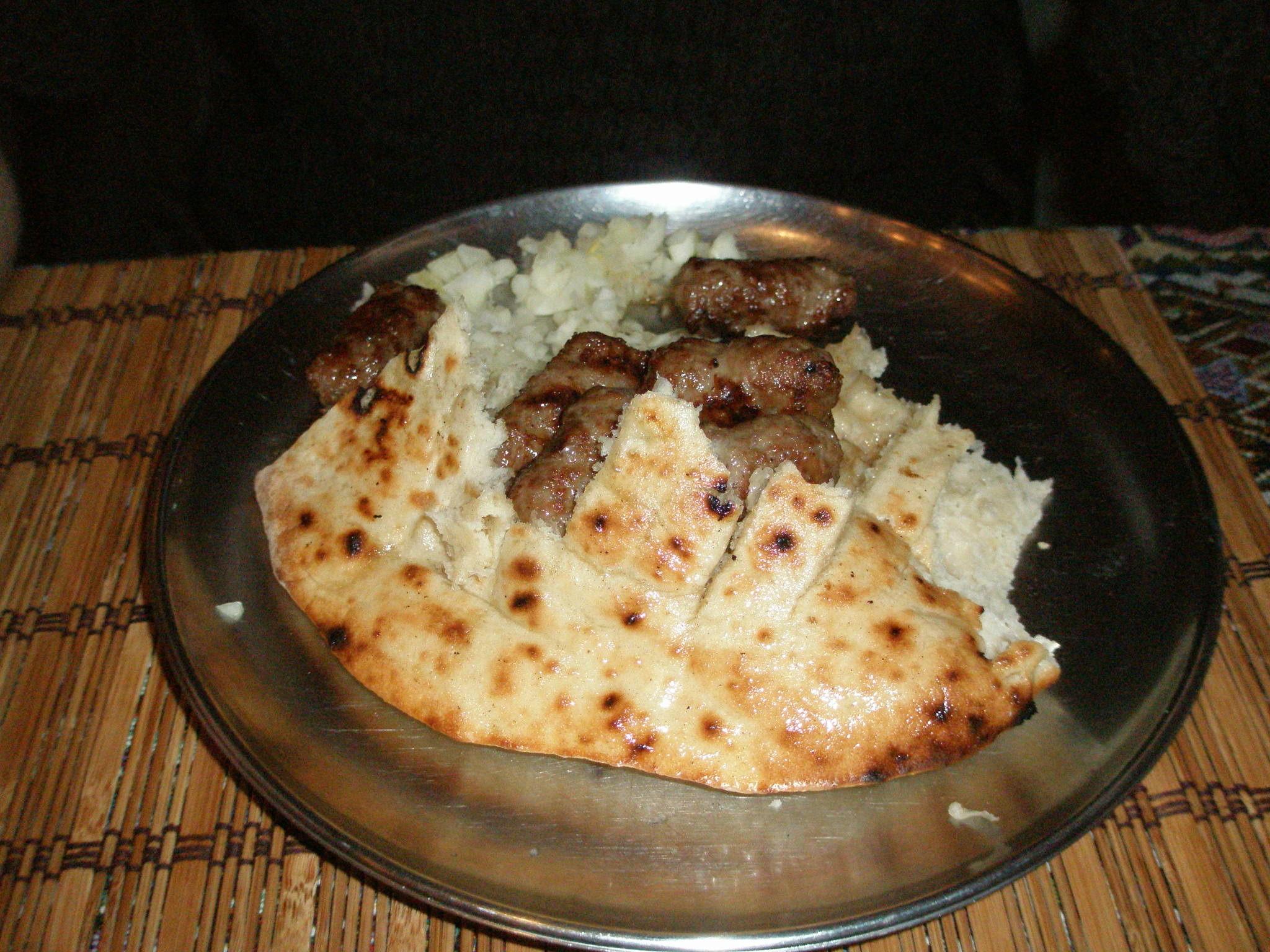
체밥치치를 끼운 소문
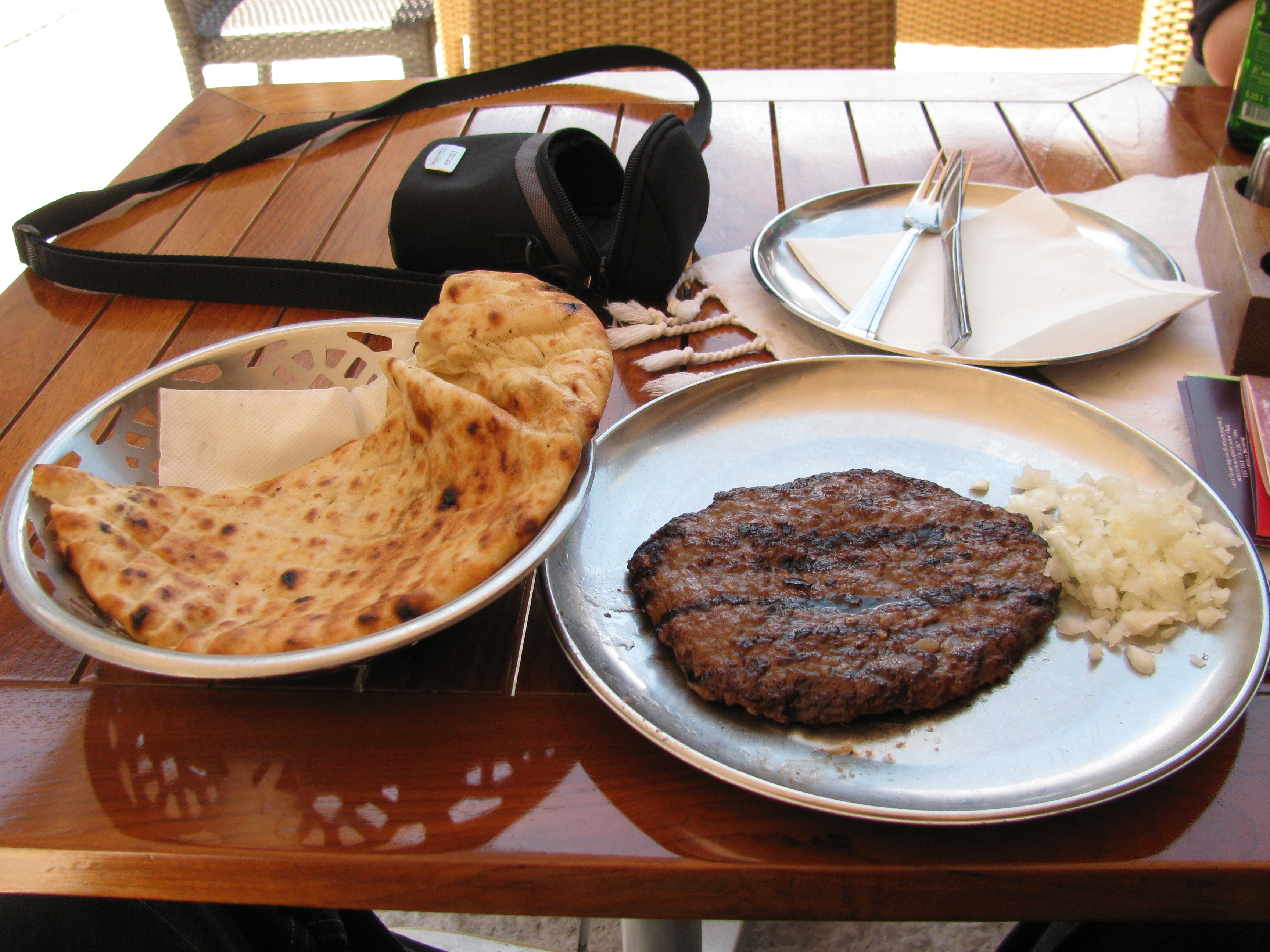
플레스카비차와 소문

## 같이 보기
- 빵 목록